# 김상일
김상일(金尙日, 1962년 9월 29일~)은 대한민국의 제4·5대 전라남도 여수시의회 의원이다. 전라남도 여수시 출신이다.

## 학력
- 서울상암국민학교 졸업
- 상암중학교 졸업
- 여수고등학교 졸업
- 한국방송통신대학교 행정학과 학사 졸업
- 경남정보대학교 경영학과 전문학사 졸업

### 비학위 수료
- 광주대학교 보건복지교육대학 사회복지학부 4학년 휴학

## 경력
- ㈜금호 석유화학 근무
- ㈜금호 몬산토 근무
- 여수산단민주노동자연합회 창립회원·대외협력국장
- 2007 민주노동당 대통령 선거 여수시 선대본부 지역본부장
- 2008 민주노동당 국회의원 선거 여수시 선대본부 조직팀장
- 민주노동당 여수시 위원회 부위원장
- 민주노동당 여수시 민생특별위원회 위원장
- 여수시 친환경 무상급식운동 본부장
- 삼일중학교 이설추진위원회 부위원장
- 하나로상사 대표
- 2008.10~2010.06 제4대 전라남도 여수시의회 의원
- 2008.10~2010.06 제4대 전라남도 여수시의회 후반기 관광건설위원회 위원
- 2008.10~2010.06 제4대 전라남도 여수시의회 후반기 예산결산특별위원회 위원
- 2009.03~2010.06 제4대 전라남도 여수시의회 2012여수세계박람회지원특별위원회 위원
- 2010.07~2014.06 제5대 전라남도 여수시의회 의원
- 2010.07~2012.07 제5대 전라남도 여수시의회 전반기 환경복지위원회 위원
- 2010.07~2012.07 제5대 전라남도 여수시의회 전반기 예산결산특별위원회 위원
- 2010.07~2012.12 제5대 전라남도 여수시의회 2012여수세계박람회지원특별위원회 위원
- 2012.07~2014.06 제5대 전라남도 여수시의회 후반기 환경복지위원회 위원
- 2012.07~2014.06 제5대 전라남도 여수시의회 후반기 예산결산특별위원회 위원장

## 역대 선거 결과
|  | 50.78% |

|  | 28.51% |

|  | 7.95% |

|  | 6.16% |

|  | 7.89% |